# Norfolk Admirals (ECHL)
Die Norfolk Admirals sind ein US-amerikanisches Eishockeyfranchise aus Norfolk, Virginia. Das Team spielt seit der Saison 2015/16 in der ECHL und fungiert als Farmteam der Winnipeg Jets.

## Geschichte
Im Januar 2015 gab die American Hockey League (AHL) eine umfangreiche Umstrukturierung zur Saison 2015/16 bekannt, in deren Rahmen eine neue Pacific Division gegründet wurde. In der Folge wichen alle in Kalifornien angesiedelten ECHL-Franchises neuen AHL-Teams. Dies betraf auch die Bakersfield Condors, die durch ein AHL-Franchise gleichen Namens ersetzt wurden, nach Norfolk umgesiedelt wurden und dort die Identität der Admirals samt Logo und Spielstätte übernahmen. Dies war allerdings nur möglich, weil die Norfolk Admirals der AHL im gleichen Zug ebenfalls nach Kalifornien siedelten und dort fortan als San Diego Gulls firmieren. Darüber hinaus wurden die Admirals damit das zweite in Norfolk ansässige ECHL-Team nach den Hampton Roads Admirals. Kooperationspartner der neuen Condors und Admirals sind die Edmonton Oilers. Als erster Cheftrainer der Admirals wurde Jean-François Houle vorgestellt, der im Jahr zuvor bereits die Bakersfield Condors betreut hatte.
Nach zwei Jahren endete die Kooperation mit den Edmonton Oilers, sodass man in den Nashville Predators einen neuen NHL-Partner fand. Diese Zusammenarbeit wurde allerdings bereits nach wenigen Wochen im November 2017 eingestellt. Mit Beginn der Saison 2018/19 kooperierten die Admirals mit den Arizona Coyotes, jedoch hatte diese Zusammenarbeit auch nur eine Saison Bestand. Eine neue Zusammenarbeit begann ab der Saison 2021/22 mit den Carolina Hurricanes.